# Male Brusnice
Male Brusnice so naselje v Občini Novo mesto.